# Lithacodia pyrophora
Lithacodia pyrophora là một loài bướm đêm trong họ Noctuidae.